# ドミナントモーション
ドミナントモーションとは、属和音から主和音への進行、およびそれから派生して代理和音を使用した進行をいう。

## 概要
ドミナントモーションは、特に属和音（ドミナントコード）から主和音（トニックコード）へ移行する進行を指す。
ハ長調を例に挙げる。この調におけるドミナントモーションは、G7→C というコード進行である。根音が完全4度で強進行していること、三全音の反進行がある（後述）などの理由付けから、帰省の感情が強く現れるとされている。
ハ短調でも同様に、ドミナントモーションとして G7→Cm というコード進行がある。このG7は旋律的短音階上においてB音（シ）が存在するために成立する。
これらの進行は、ドミナントの不安定さからトニックの安定さへ移行するための進行として非常に頻繁に用いられる。

### 使用
即興音楽などでは属和音のサウンドが聞こえた時には、ドミナントモーションの考え方から、現在のコードから4度上のコードが鳴ると予測できる。大概の転調がない即興演奏では、和音楽器演奏者が属七の和音を強く鳴らすことで、セッションをきれいに終息させるための合図にするという技法がある。

### 三全音の反進行
三全音（三全音 tritone）とは、ある音に対して増4度（減5度）の位置にある音のことである。例えば、G7コードの3rd（シ）、7th（ファ）は三全音の関係にある。G7→C と進行する場合、G7の2つの三全音において、3rdのシは上行してドへ、7thのファは下行してミへと移行することで、聴感上の解決感を得る。この音楽的機構を三全音の反進行と呼ぶ。
この性質は全ての属七の和音が持つもので、西洋音楽におけるドミナントモーションの進行感を決定付ける要素とされる。

## V7以外のドミナントモーション
ドミナントモーションは V7→I or Im だけではなく、これと同じ音程関係のコード進行であればすべてドミナントモーションである。

### セカンダリードミナントとして
長調においてセカンダリードミナントを持つコードは IIm、IIIm、IV、V、VIm である。VIIm(♭5) は長三和音でも短三和音でもなく、長調の主和音にも短調の主和音にもなり得ないのでセカンダリードミナントは存在しない。I はそもそも主和音であるためセカンダリードミナントは存在しない。
以下に、ハ長調のダイアトニックコードとそのセカンダリードミナントを示す。
| セカンダリー ドミナント |   | ダイアトニック コード |
| A7                      | → | Dm Dm7 Dm6            |
| VI7                     | → | IIm IIm7 IIm6         |

| セカンダリー ドミナント |   | ダイアトニック コード |
| B7                      | → | Em Em7                |
| VII7                    | → | IIIm IIIm7            |

| セカンダリー ドミナント |   | ダイアトニック コード |
| C7                      | → | F△ FM7 F6             |
| I7                      | → | IV△ IVM7 IV6          |

| セカンダリー ドミナント |   | ダイアトニック コード |
| D7                      | → | G△ G7                 |
| II7                     | → | V△ V7                 |

| セカンダリー ドミナント |   | ダイアトニック コード |
| E7                      | → | Am Am7                |
| III7                    | → | VIm VIm7              |

短調においてセカンダリードミナントを持つコードは IIm、♭III、IVm、IV、Vm、V、♭VI、♭VII である。IIm(♭5)、VIm(♭5)、VIIm(♭5) は長三和音でも短三和音でもなく、長調の主和音にも短調の主和音にもなり得ないのでセカンダリードミナントは存在しない。Im はそもそも主和音であるためセカンダリードミナントは存在しない。♭III+ はオーソドックスなスタイルでは使用されないため、このコードにもセカンダリードミナントは存在しない。
以下にハ短調のダイアトニックコードとそのセカンダリードミナントを示す。
| セカンダリー ドミナント |      | ダイアトニック コード | ダイアトニック コードが属する 短音階 | ダイアトニック コードが属する 短音階 | ダイアトニック コードが属する 短音階 |
| セカンダリー ドミナント | 自然 | ダイアトニック コード | 和声的                               | 旋律的                               |                                      |
| A7                      | →    | Dm Dm7 Dm6            |                                      |                                      | ○                                    |
| VI7                     | →    | IIm IIm7 IIm6         |                                      |                                      | ○                                    |

| セカンダリー ドミナント |      | ダイアトニック コード | ダイアトニック コードが属する 短音階 | ダイアトニック コードが属する 短音階 | ダイアトニック コードが属する 短音階 |
| セカンダリー ドミナント | 自然 | ダイアトニック コード | 和声的                               | 旋律的                               |                                      |
| B♭7                     | →    | E♭△ E♭M7 E♭6          | ○                                    |                                      |                                      |
| ♭VII7                   | →    | ♭III△ ♭IIIM7 ♭III6    | ○                                    |                                      |                                      |

| セカンダリー ドミナント |      | ダイアトニック コード | ダイアトニック コードが属する 短音階 | ダイアトニック コードが属する 短音階 | ダイアトニック コードが属する 短音階 |
| セカンダリー ドミナント | 自然 | ダイアトニック コード | 和声的                               | 旋律的                               |                                      |
| C7                      | →    | Fm Fm7 Fm6            | ○                                    | ○                                    |                                      |
| I7                      | →    | IVm IVm7 IVm6         | ○                                    | ○                                    |                                      |

| セカンダリー ドミナント |      | ダイアトニック コード | ダイアトニック コードが属する 短音階 | ダイアトニック コードが属する 短音階 | ダイアトニック コードが属する 短音階 |
| セカンダリー ドミナント | 自然 | ダイアトニック コード | 和声的                               | 旋律的                               |                                      |
| C7                      | →    | F△ F7                 |                                      |                                      | ○                                    |
| I7                      | →    | IV△ IV7               |                                      |                                      | ○                                    |

| セカンダリー ドミナント |      | ダイアトニック コード | ダイアトニック コードが属する 短音階 | ダイアトニック コードが属する 短音階 | ダイアトニック コードが属する 短音階 |
| セカンダリー ドミナント | 自然 | ダイアトニック コード | 和声的                               | 旋律的                               |                                      |
| D7                      | →    | Gm Gm7                | ○                                    |                                      |                                      |
| II7                     | →    | Vm Vm7                | ○                                    |                                      |                                      |

| セカンダリー ドミナント |      | ダイアトニック コード | ダイアトニック コードが属する 短音階 | ダイアトニック コードが属する 短音階 | ダイアトニック コードが属する 短音階 |
| セカンダリー ドミナント | 自然 | ダイアトニック コード | 和声的                               | 旋律的                               |                                      |
| D7                      | →    | G△ G7                 |                                      | ○                                    | ○                                    |
| II7                     | →    | V△ V7                 |                                      | ○                                    | ○                                    |

| セカンダリー ドミナント |      | ダイアトニック コード | ダイアトニック コードが属する 短音階 | ダイアトニック コードが属する 短音階 | ダイアトニック コードが属する 短音階 |
| セカンダリー ドミナント | 自然 | ダイアトニック コード | 和声的                               | 旋律的                               |                                      |
| E♭7                     | →    | A♭△ A♭M7 A♭6          | ○                                    | ○                                    |                                      |
| ♭III7                   | →    | ♭VI△ ♭VIM7 ♭VI6       | ○                                    | ○                                    |                                      |

| セカンダリー ドミナント |      | ダイアトニック コード | ダイアトニック コードが属する 短音階 | ダイアトニック コードが属する 短音階 | ダイアトニック コードが属する 短音階 |
| セカンダリー ドミナント | 自然 | ダイアトニック コード | 和声的                               | 旋律的                               |                                      |
| F7                      | →    | B♭△ B♭7               | ○                                    |                                      |                                      |
| IV7                     | →    | ♭VII△ ♭VII7           | ○                                    |                                      |                                      |

## トゥーファイブ
トゥーファイブ two-five とは、II→V の動きを指す。具体的には次の進行である。
IIm7→V7
IIm7(♭5)→V7
IImM7→V7
ハ長調を例に挙げると Dm7→G7 が、ハ短調なら Dm7(♭5)→G7 がそれにあたる。
トゥーファイブは、必ずしも音階上の II の和音から V の和音への進行に限らない。音程関係が同じ次のような進行もトゥーファイブである。
IIIm7→VI7
#IVm7(♭5)→VII7
また、主和音であるCにつなげることで2つの力強い強進行をつくることができる。こうしたことから、トニックを含めたトゥーファイブ進行として「トゥーファイブワン」と呼ばれることがある。

## トライトーンサブスティテューションを使ったトゥーファイブ
トライトーンサブスティテューション tritone substitution （ある属七の和音と同じ三全音を持つ属七の和音）はドミナントモーションの特徴的な三全音を持っているため V7 として代用することが可能である。
G7コードを例に挙げると、このトライトーンサブスティテューション（裏コード）はD♭7である。G7の三全音である3rd（シ）と7th（ファ）は、D♭7の7th（ド♭）と3rd（ファ）にあたる。
3rdと7thの位置が入れ替わった状態で、D♭7はG7の代用として用いられることが多い。
同様に、
IIm7→V7 (→I)
このようなドミナントモーション時に、V7 の減5度の位置に該当する ♭II7 を使用し
IIm7→♭II7 (→I)
という進行が可能になる。さらに、♭II7 についてのトゥーファイブである ♭VIm7→♭II7 も用いることができる。まとめると、次の 4 種類の進行がトゥーファイブとして互いに交換可能である。ただし、旋律によっては IIm7 を ♭VIm7 に交換するとアボイドノートになってしまうことがあるため注意が必要である。
IIm7→V7 (→I)
IIm7→♭II7 (→I)
♭VIm7→♭II7 (→I)
♭VIm7→V7 (→I)
これを利用し演奏や作曲時に V7 上で様々な面で応用することができる